# ریتیشوو
ریتیشوو (به صربی: Ritiševo) یک منطقهٔ مسکونی در صربستان است که در Vršac municipality واقع شده‌است. ریتیشوو ۴۹۶ نفر جمعیت دارد و ۷۸ متر بالاتر از سطح دریا واقع شده‌است.